# Marissa Meyer
Marissa Meyer (Tacoma, 19 febbraio 1984) è una scrittrice di fantascienza statunitense.
Il suo primo romanzo, Cinder pubblicato nel 2012, è il primo della serie young adult delle Cronache lunari (The Lunar Chronicles).

## Biografia
Marissa Meyer è nata in Tacoma, Washington, Stati Uniti e ha frequentato la Pacific Lutheran University, dove si è laureata in scrittura creativa. Prima di scrivere Cinder, la Meyer ha lavorato come curatrice editoriale per cinque anni e ha scritto una fanfiction su Sailor Moon sotto lo pseudonimo di Alicia Blade. In una intervista per The News-Tribune, ha dichiarato che scrivere la fanfiction l'aveva aiutata ad imparare il mestiere dello scrittore, le aveva dato un feedback immediato e le aveva insegnato come affrontare le critiche.
Marissa Meyer è sposata e nel 2015 con suo marito ha adottato due gemelle.
La Meyer afferma di essere stata inizialmente ispirata a scrivere Cinder dopo aver partecipato nel 2008 al contest National Novel Writing Month dove scrisse una storia incentrata su una visione futuristica del Gatto con gli stivali. Le Cronache Lunari sono una serie composta da quattro libri, ognuno dei quali basato sulle fiabe di Cenerentola, Cappuccetto Rosso, Raperonzolo e Biancaneve. Il primo libro, Cinder, fu definito un bestseller dal New York Times.
Nel 2013 la Meyer strinse un accordo con la Feiwel & Friends per la realizzazione di due libri young adult sul personaggio della Regina di cuori di Alice nel Paese delle Meraviglie. Il primo libro, Heartless, è stato pubblicato nell'autunno 2016 come romanzo a sé stante. Publishers Weekly annunciò che in seguito avrebbe scritto una serie sui supereroi. Il primo volume, Renegades, è stato distribuito nell'autunno del 2017.

## Opere

### SerieCronache Lunari

#### Romanzi
- Cinder [Cinder], 2012  [2012], ISBN 9788852023712.
- Scarlet [Scarlet], 2013  [2013], ISBN 9788852038457.
- Cress [Cress], 2016  [2014], ISBN 9788804660293.
- Winter [Winter], 2017  [2015], ISBN 9788804675556.

#### Opere collegate
- Fairest (2015), inserito in  Le Cronache Lunari – La serie. Volume 2, 2023, ISBN 9788804745792.
- Stars Above (2016, raccolta di racconti), inserito in  Le Cronache Lunari – La serie. Volume 2, 2023, ISBN 9788804745792.
- Wires and Nerve (2017, graphic novel)
- Wires and Nerve: Gone Rogue (2018, graphic novel)
- COVID-128 (2020, storia breve)

### SerieRenegades
- Identità segrete [Renegades], 2023  [2017], ISBN 9788804755470.
- Nemici giurati [Arch Enemies], 2024  [2018], ISBN 9788804755487.
- Verità svelate [Supernova], 2024  [2019], ISBN 9788804755494.

### SerieInstant Karma
- Instant Karma (2020)
- With a Little Luck (2024)

### SerieGilded
- Gilded [Gilded], 2022  [2021], ISBN 9788804751748.
- Cursed [Cursed], 2024  [2022], ISBN 9788804758679.

### Altro
- Glitches, contenuta in Fierce Reads: Kisses and Curses (2015)
- Heartless (2016)
- Let It Glow (2024), con Joanne Levy
- The Happy Writer Book (2025)